# چیتوز
چیتوز (به انگلیسی: Cheetos) یک نام تجاری برای اسنک‌های ذرتی حرارت داده شده‌است. این محصول توسط چارلز المر دولین در سال ۱۹۴۸ در ایالات متحدهٔ آمریکا ابداع شد. مواد اصلی این محصول ذرت و پنیر است. این محصولات به میان‌وعدهٔ آرد ذرت با طعم پنیر نیز معروف هستند. چیتوز به خانوادهٔ میان‌وعده‌های چیپس متعلق است.
قبل از سال ۱۹۹۸ در نشان تجاری این محصول بین کلمه چی و توز یک خط فاصله وجود داشت (Chee-tos) ولی از آن سال به بعد این خط فاصله حذف شد. نماد چیتوز یک یوزپلنگ کارتونی به‌نام «چستر چیتا» (به انگلیسی: Chester Cheetah) است که اولین بار در سال ۱۹۷۱ میلادی ابداع شد.
در ایران تحت نام تجاری مشابهی که متعلق به گروه صنایع غذایی دینا است، انواع مختلف اسنک و میان‌وعده‌های غذایی، تولید می‌شود که از نظر بسته‌بندی، شکل نشان تجاری و انتخاب نماد کارتونی شباهت‌های زیادی با چیتوز شرکت فریتو-لی دارد.